# アラサーテ/モンドラゴン
アラサーテ（バスク語: Arrasate）またはモンドラゴン（スペイン語: Mondragón）は、スペイン・バスク州ギプスコア県のムニシピオ（基礎自治体）。両言語が優劣の差なく公式名であり、スペイン内務省などは二言語名の間にスラッシュを挟んだArrasate/Mondragón（アラサーテ/モンドラゴン）という表記を用いている。スペイン国内第7位の規模であるモンドラゴン協同組合企業の本社がある。

## 歴史
町の背後にあるウダラ山の中腹にはレセチキ洞窟があり、中期旧石器時代のネアンデルタール人の骨、サイの骨、マンモスの歯などが出土している。レセチキ洞窟から4km離れたラベコ・コバ洞窟でも、火打石や石器、サイやウシなどの骨が出土している。
ナバラ王国のサンチョ・アルバカはアラサーテ城を建造して町を防壁で囲み、900年頃にはすでに町の形をなし始めていた。1200年にカスティーリャ王国とギプスコアが連合すると、アルフォンソ8世によってフエロ（地方特権）が認められ、アラサーテの町がはっきりと成立した。アラサーテという地名の語源は不明である。しかし、ateとはバスク語で扉または門を意味する。そしてarrasは暗黒を意味する。アラサーテの集落は、アラバ県に源を発し海へ向かって流れる、デバ川とアラマヨナ川が集中する場所にあった。中世以来、人々は金属加工を生業とした。1260年、アルフォンソ10世は町の名としてモンドラゴンというフランス風の名を授け、住民勅書を宣して特権を与えたため、モンドラゴンはカスティーリャ国王直属の町となった。これらの特権には水利権、鉱脈使用権、炭焼き権、薪作り権、入会権、通行税免除、税金免除、兵役免除などがあった。中世以来、モンドラゴンの人々は武器や武具を製造する製鉄業の町として知られた。14世紀から17世紀には近隣の封建領主からの侵攻に悩まされ、特に1488年にはオニャティの領主によって町が焼き討ちされた。数百年間、町の公式名はモンドラゴンだけだったが、バスク系住民たちはモンドラグエ（Mondragüe）と呼んでいた（現代バスク語ではモンドラゴエ Mondragoe）。アラサーテの名で定住地が生まれたことは住民に広く知られてきたが、慣例的に使用されてこなかった。
スペイン内戦中の1936年10月には反乱軍に占領された。20世紀後半、特にフランシスコ・フランコ没後の1970年代の民主化後、バスク民族運動が州内で活発になり、伝統あるバスク語の地名の復活が行われた。モンドラゴエは明らかにロマンス語系の派生語であるため受け入れられず、アラサーテの名が挙げられた。1983年には「アラサーテをバスク語化しよう」(AED)という市民団体が発足し、アラサーテ・テレビやアラサーテ・プレスなどのメディアを通じてバスク語普及活動を行い、市政に影響力を持っている。

## 名称にまつわる伝承
昔、アラサーテの背後にある山にエレンスゲという巨大な龍が住んでおり、町に出てきては人間を食べていた。そこで住民は龍との間に、毎年1人の処女を人身御供に差し出すという約束を交わし、サンタ・バルバラの丘で処女を丸飲みにする儀式が繰り返された。しかしある年、住民はロウを用いて処女を模した人形を作り、龍の退治を企てた。人形を丸飲みにしようとした龍の牙はロウで固まり、その隙に住民が製鉄用の泥炭を口の中に放り込むと、最後に焼けた鉄槍を突き刺して龍は息絶えた。住民は龍がいた山を「モンドラゴン」（龍の山）と呼ぶようになった。龍は封建領主の象徴であり、処女は領主の初夜権の象徴であるが、龍退治の動機が「（若者の性意識が乱れて）町に処女がいなくなってしまったから」だとするパターンも存在する。

## 人口
| アラサーテ/モンドラゴンの人口推移 1900－2009            |
|                                                         |
| 出典:INE（スペイン国立統計局）1900年 - 1991年、1996年 - |

## 政治

### 首長
| 任期      | 首長名                          | 政党     |
| --------- | ------------------------------- | -------- |
| 1979–1983 | José Antonio Ardanza Garro      | PNV      |
| 1983–1987 | Álvaro Arregi Otadui            | PNV      |
| 1987–1991 | Xabier Zubizarreta Lasagabaster | HB       |
| 1991–1995 | Xabier Zubizarreta Lasagabaster | HB       |
| 1995–1999 | Xabier Zubizarreta Lasagabaster | HB       |
| 1999–2003 | José María Loiti Agirre         | PNV      |
| 2003–2007 | Xabier Zubizarreta Lasagabaster | EH       |
| 2007–2011 | Inocencia Galparsoro Markaide   | ANV      |
| 2011–2015 | Ignacio Azkarraga-Urizar Larrea | ビルドゥ |
| 2015–2019 | María Ubarretxena Cid           | PNV      |
| 2019–2023 | n/d                             | n/d      |
| 2023–     | n/d                             | n/d      |

### 議会
| 政党                                               | 2015   | 2015 | 2011   | 2011 | 2007   | 2007 | 2003   | 2003 |
| 政党                                               | 得票率 | 議席 | 得票率 | 議席 | 得票率 | 議席 | 得票率 | 議席 |
| バスク民族主義党 (EAJ-PNV)                         | 34.97% | 8    | 19.50% | 4    | 16.79% | 4    | -      | -    |
| エウスカル・エリア・ビルドゥ (EH Bildu) / ビルドゥ | 31.24% | 7    | 43.60% | 11   | -      | -    | -      | -    |
| バスク社会党 (PSE-EE)                              | 12.33% | 3    | 17.80% | 4    | 18.52% | 4    | 21.70% | 5    |
| シ・セ・プエデ                                     | 11.12% | 2    | -      | -    | -      | -    | -      | -    |
| イラバシ                                           | 5.29%  | 1    | -      | -    | -      | -    | -      | -    |
| 国民党 (PP)                                        | 3.59%  | 0    | 6.90%  | 1    | 7.03%  | 1    | 11.6%  | 2    |
| アララール                                         | -      | -    | 7.10%  | 1    | 5.56%  | 1    | 9.60%  | 2    |
| バスク統一左翼 (EB-B)                              | -      | -    | 3.8%   | 0    | 12.95% | 3    | 13.2%  | 3    |
| バスク民族主義行動 (EAE-ANV)                       | -      | -    | -      | -    | 29.74% | 7    | -      | -    |
| バスク連帯 (EA)                                    | -      | -    | -      | -    | 8.3%   | 1    | -      | -    |
| バスク民族主義党/バスク連帯 (PNV/EA)               | -      | -    | -      | -    | -      | -    | 42.8%  | 9    |

## 出身者
- アイトール・ロペス・レカルテ - サッカー選手
- アンドニ・ゴロサベル - サッカー選手

## 姉妹都市
- サンタフェ、アルゼンチン
- イゲラ・デ・ラ・セレナ、スペイン